# Бодош
Бодош (рум. Bodoș) — село у повіті Ковасна в Румунії. Адміністративно підпорядковане місту Бараолт.
Село розташоване на відстані 185 км на північ від Бухареста, 25 км на північ від Сфинту-Георге, 46 км на північ від Брашова.

## Населення
За даними перепису населення 2002 року у селі проживали 446 осіб.
Національний склад населення села:
| Національність | Кількість осіб | Відсоток |
| -------------- | -------------- | -------- |
| угорці         | 437            | 98,0%    |
| румуни         | 8              | 1,8%     |

Рідною мовою назвали:
| Мова      | Кількість осіб | Відсоток |
| --------- | -------------- | -------- |
| угорська  | 438            | 98,2%    |
| румунська | 8              | 1,8%     |